# Roborowskigimpel
Der Roborowskigimpel (Carpodacus roborowskii, Syn.: Kozlowia roborowskii)  ist ein Singvogel aus der Familie der Finken. Die große, langflügelige Karmingimpel-Art unterscheidet sich deutlich von anderen Vertretern der Gattung und wird daher oft in die monotypische Gattung Kozlowia gestellt. Sie kommt endemisch in Felswüsten und Bergen Tibets vor. Das Artepitheton ehrt Wsewolod Iwanowitsch Roborowski (1856–1910).

## Beschreibung

### Aussehen
Der Roborowskigimpel ist mit 17–18 cm Körperlänge etwa so groß wie ein Kernbeißer und aufgrund seines Habitus mit der langen Handschwingenprojektion gut von anderen Arten der Gattung zu unterscheiden. Der 12 mm lange Schnabel ist schlank und spitz, kräftig bis blass gelb mit dunkler Spitze. Die Flügellänge beträgt 121–123 mm, die Schwanzlänge 90 mm.
Die Geschlechter unterscheiden sich deutlich in der Gefiederfärbung. Das Männchen hat einen samtig weinroten Kopf, dessen Gefieder mit helleren Spitzen durchsetzt ist und das auf dem Nacken, wo sich dunkelrote Federspitzen zeigen, grauer wird. Rücken und Schulterfedern sind blassgrau mit blassrosa oder rötlichen Spitzen, die oft ein streifenförmiges oder lineares Muster bilden. Bürzel und Oberschwanzdecken sind hellrosa. Die Unterseite ist von der Brust abwärts kräftig rosa bis blasslila, an den unteren Flanken orangerot überhaucht und zu den weißlichen Unterschwanzdecken hin heller werdend. Die Armdecken sind blassbraun mit hellrosa Säumen im frischen Gefieder. Fittich, Handdecken und Schwingen sind dunkelbraun. Handschwingen und äußere Armschwingen sind dabei rosa, die inneren Armschwingen und Schirmfedern weißlich gesäumt. Der leicht gegabelte Schwanz ist schwarzbraun mit dunkelrosa Säumen.
Der Kopf des Weibchens ist beigebraun mit einer feinen Strichelung. Kinn, Kehle und Brust sind wärmer beigebraun und ebenfalls dunkel gestrichelt. Der Bauch, die Flanken und die Unterschwanzdecken sind beige und unregelmäßig gestrichelt. Auf dem warmbraunen Rücken bilden dunkle Federzentren eine Streifung. Bürzel und Oberschwanzdecken sind ungezeichnet. Flügelfedern und Schwanz sind dunkelbraun mit beigen Säumen.
Das Jugendkleid ist bisher nicht beschrieben, ähnelt aber vermutlich dem des Weibchens.
Der Flug ist schnell und elegant und erinnert an die Grandala (Grandala coelicolor). Auf dem Boden bewegt sich die Art aufgrund der kurzen Beine ungeschickt watschelnd.

### Stimme
Der Roborowskigimpel ist nicht sehr ruffreudig, es ist aber bisweilen ein klagend-melodisches Pfeifen zu hören, das oft als kurzer Triller wiederholt wird.

## Verbreitung und Bestand
Der monotypische Roborowskigimpel kommt im nordöstlichen Tibet, den östlichen Ausläufern des Buckhan Boda Shan, der südlichen Kette des Amnye-Machen-Gebirges und im Marco-Polo-Gebirge im mittleren Qinghai vor. Die Art ist selten und wenig bekannt. Sie ist laut IUCN nicht bedroht.

## Lebensweise
Man findet den Roborowskigimpel in Höhen zwischen 4500 und 5400 m über Seehöhe und im Winter auch in etwas tieferen Lagen. Er besiedelt Felswüsten und kahle Hochebenen auf Tonschieferbergen – einen Lebensraum der sonst von keiner anderen Art außer dem Mattenschneegimpel bewohnt wird. Er ist einzeln oder paarweise anzutreffen, gelegentlich auch in kleinen Familienverbänden. Er ernährt sich vorwiegend von Sämereien und anderen Pflanzenteilen, die der schüttere Bewuchs ihm bietet.

## Systematik
Der taxonomische Status dieser Art war lange ungeklärt. Die Art wurde 1887 als Leucosticte roborowskii beschrieben und wurde bis vor kurzem auch oft in eine der Gattung der Schneegimpel (Leucosticte) nahestehende monotypische Gattung Kozlowia gestellt. Es wurden auch eine Verwandtschaft mit der Gattung der Schneesperlinge (Montifringilla) oder der Familie der Ammern (Emberizidae) vermutet. Neuere phylogenetische Untersuchungen aus dem Jahr 2012 zeigen, dass die Art zusammen mit ihrer Schwesterart, dem Sillemgimpel (Carpodacus sillemi), zur Gattung der Karmingimpel (Carpodacus) gehören.